# 姶良市立西姶良小学校
姶良市立西姶良小学校（あいらしりつにしあいらしょうがっこう）は鹿児島県姶良市西姶良一丁目にある市立小学校である。

## 沿革
姶良ニュータウンの造成に伴い、ニュータウン内に新たに開校された小学校である。旧姶良町南部の人口増加に伴い、1980年（昭和55年）に建昌小学校と重富小学校の校区を分割して姶良小学校が設置されたが、それから4年で再分割されて西姶良小学校ができている。

### 年表
- 1983年（昭和58年）4月 - 校舎着工。
- 1984年（昭和59年）
  - 4月3日 - 姶良町立西姶良小学校として開校。
  - 9月 - プール完成。
- 1985年（昭和60年） - 体育館完成、430平方メートル。
- 2010年（平成22年）3月23日 - 合併により姶良市立となる。